# Campionati mondiali di tiro a volo 1934
I campionati mondiali di tiro 1934 furono la terza edizione dei campionati mondiali di questo sport e si disputarono a Budapest. La nazione più medagliata fu l'Ungheria.

## Risultati

### Uomini

#### Fossa olimpica
| Evento      | Oro                                                                   | Oro       | Argento               | Argento   | Bronzo       | Bronzo    |
| Evento      | Atleta                                                                | Risultato | Atleta                | Risultato | Atleta       | Risultato |
| Individuale | András Montagh                                                        | 281       | Jean de Beaumont      | 281       | Kurt Schöbel | 279       |
| A squadre   | Ungheria Istvan Strassburger Pal Dora Sándor Lumniczer Andras Montagh | 1085      | Germania Kurt Schöbel | 1060      | Danimarca    | 1053      |

## Medagliere
Nazione ospitante
| Posiz. | Nazione   | Oro | Argento | Bronzo | Totale |
| ------ | --------- | --- | ------- | ------ | ------ |
| 1      | Ungheria  | 2   | 0       | 0      | 2      |
| 2      | Germania  | 0   | 1       | 1      | 2      |
| 3      | Francia   | 0   | 1       | 0      | 1      |
| 4      | Danimarca | 0   | 0       | 1      | 1      |